# 望岳の湯
望岳の湯（ぼうがくのゆ）は、長野県茅野市玉川にある、温泉を利用した公共の日帰り入浴施設である。正式名称は「玉宮温泉望岳の湯（たまみやおんせんぼうがくのゆ）」。名前の由来は八ヶ岳が望めるので「望岳」、玉川地区と、宮川地区の頭文字を取って「玉宮温泉」となった。

## 泉質
- アルカリ性単純温泉

### 効能
- 神経痛、関節痛、五十肩、運動麻痺

※注 : 効能はその効果を万人に保証するものではない。

## 施設
- 総工費 … 2億7300万円
- 建物の面積 … 822m2
- 浴槽の温度 … 夏41度、冬42度、サウナ95度
- 施設の概要 … 男女浴室（大浴槽、サウナ、水風呂）、食堂（望岳茶屋）、大小休憩室